# مارك تاكر (لاعب كرة قدم أمريكية)
مارك تاكر (بالإنجليزية: Mark Tucker)‏ هو لاعب كرة قدم أمريكية أمريكي، ولد في 29 أبريل 1968 في سبوكين في الولايات المتحدة.